# CIM-10 Capítol X: Malalties del sistema respiratori
| Capítol | Codis   | Títol |
| ------- | ------- | --- |
| I       | A00-B99 | Certes malalties infeccioses i parasitàries                                                                  |
| II      | C00-D48 | Neoplàsies                                                                                                   |
| III     | D50-D89 | Malalties de la sang i dels òrgans hematopoètics i altres trastorns que afecten el mecanisme de la immunitat |
| IV      | E00-E90 | Malalties endocrines, nutricionals i metabòliques                                                            |
| V       | F00-F99 | Trastorns mentals i del comportament                                                                         |
| VI      | G00-G99 | Malalties del sistema nerviós                                                                                |
| VII     | H00-H59 | Malalties de l'ull i els seus annexos                                                                        |
| VIII    | H60-H95 | Malalties de l'oïda i de l'apòfisi mastoide                                                                  |
| IX      | I00-I99 | Malalties del sistema circulatori                                                                            |
| X       | J00-J99 | Malalties del sistema respiratori                                                                            |
| XI      | K00-K93 | Malalties de l'aparell digestiu                                                                              |
| XII     | L00-L99 | Malalties de la pell i el teixit subcutani                                                                   |
| XIII    | M00-M99 | Malalties del sistema osteomuscular i del teixit connectiu                                                   |
| XIV     | N00-N99 | Malalties de l'aparell genitourinari                                                                         |
| XV      | O00-O99 | Embaràs, part i puerperi                                                                                     |
| XVI     | P00-P96 | Certes afeccions originades en el període perinatal                                                          |
| XVII    | Q00-Q99 | Malformacions congènites, deformitats i anomalies cromosòmiques                                              |
| XVIII   | R00-R99 | Símptomes, signes i troballes anormals clíniques i de laboratori, no classificats en un altre lloc           |
| XIX     | S00-T98 | Traumatismes, enverinaments i algunes altres conseqüències de causa externa                                  |
| XX      | V01-Y98 | Causes externes de morbiditat i de mortalitat                                                                |
| XXI     | Z00-Z99 | Factors que influeixen en l'estat de salut i contacte amb els serveis de salut                               |
| XXII    | O00-U99 | Codis per a situacions especials                                                                             |

La 10a Revisió de la Classificació Estadística Internacional de les Malalties i Problemes de Salut Relacionats (CIM-10) és una codificació de malalties, trastorns, signes, símptomes, troballes anormals, denúncies, circumstàncies socials i causes externes de lesions o malalties, segons la classificació de l'Organització Mundial de la Salut (OMS). Aquesta pàgina conté la llista de problemes del capítol X de la CIM-10: Malalties del sistema respiratori. 
- Sols apareixen els problemes codificats amb la lletra del capítol i dos dígits (per exemple A00), amb tres dígits (separada l'últim dígit per un punt, per exemple A04.0), i rarament amb quatre dígits.
- S'han exclòs els problemes de més de dos dígits que fan referència a "altres" problemes especificats (però no definits) o a problemes no especificats; aquests dos casos corresponen, respectivament, als dígits finals 8 i 9.
- També s'han exclòs els problemes de més de dos dígits que no aporten problemes de salut "diferents" dels de l'enunciat principal i que sols modifiquen "qualitativament" el problema de salut al qual fan referència. Per exemple: A00 és el codi pel còlera, però no s'han presentat els codis A00.1 i A00.2 que diferencien el còlera segons dos tipus de bacteri que el provoquen.

## J00-J06 - Infeccions agudes de les vies respiratòries altes
- (J00) Rinofaringitis aguda [refredat comú]
- (J01) Sinusitis aguda
- (J02) Faringitis aguda
- (J03) Amigdalitis aguda
- (J04) Laringitis i traqueïtis agudes
- (J05) Laringitis obstructiva aguda [crup] i epiglotitis aguda
- (J06) Infeccions agudes de les vies respiratòries altes de localització múltiple i infeccions agudes de les vies respiratòries
  - (J06.0) Laringofaringitis aguda
  - (J06.8) Altres infeccions agudes de les vies respiratòries altes de múltiples localitzacions
  - (J06.9) Infecció aguda no especificada de les vies respiratòries altes

## J09-J18 - Grip i pneumònia
- (J09) Grip causada pel virus de la grip aviària identificat
- (J10) Grip causada per altres virus de la grip identificats
- (J11) Grip causada per virus no identificat
- (J12) Pneumònia vírica no classificada a cap altre lloc
- (J13) Pneumònia causada per Streptococcus pneumoniae
- (J14) Pneumònia causada per Haemophilus influenzae
- (J15) Pneumònia bacteriana no classificada a cap altre lloc
- (J16) Pneumònia causada per altres microorganismes infecciosos no classificada a cap altre lloc
- (J17) Pneumònia en malalties classificades en un altre lloc
- (J18) Pneumònia provocada per un microorganisme no especificat

## J20-J22 - Altres infeccions agudes de les vies respiratòries baixes
- (J20) Bronquitis aguda
- (J21) Bronquiolitis aguda
- (J22) Infecció aguda no especificada de les vies respiratòries baixes

## J30-J39 - Altres malalties de les vies respiratòries altes
- (J30) Rinitis vasomotora i al·lèrgica
- (J31) Rinitis, rinofaringitis i faringitis cròniques
- (J32) Sinusitis crònica
- (J33) Pòlip nasal
- (J34) Altres trastorns del nas i els sins nasals
  - (J34.0) Abscés i furóncol del nas
  - (J34.1) Quist i mucocele del nas i el si nasal
  - (J34.2) Desviació del septe nasal
  - (J34.3) Hipertròfia dels cornets nasals
- (J35) Malalties cròniques de les amígdales i les adenoides
  - (J35.0) Amigdalitis crònica
  - (J35.1) Hipertròfia amigdalina
  - (J35.2) Hipertròfia adenoidal
  - (J35.3) Hipertròfia amigdalina amb hipertròfia adenoidal
- (J36) Abscés periamigdalí
- (J37) Laringitis i laringotraqueïtis cròniques
- (J38) Malalties de les cordes vocals i la laringe no classificades a cap altre lloc
  - (J38.0) Paràlisi de les cordes vocals i la laringe
  - (J38.1) Pòlip de corda vocal i laringe
  - (J38.2) Nòduls de les cordes vocals
  - (J38.3) Altres malalties de les cordes vocals
  - (J38.4) Edema de laringe
  - (J38.5) Espasme laringi
  - (J38.6) Estenosi de laringe
  - (J38.7) Altres malalties de la laringe
- (J39) Altres malalties de les vies respiratòries altes

## J40-J47 - Malalties cròniques de les vies respiratòries baixes
- (J40) Bronquitis no especificada com a aguda o crònica
- (J41) Bronquitis crònica simple i mucopurulenta
- (J42) Bronquitis crònica no especificada
- (J43) Emfisema
- (J44) Altres malalties pulmonars obstructives cròniques
- (J45) Asma
- (J46) Estat asmàtic
- (J47) Bronquièctasi

## J60-J70 - Malalties pulmonars provocades per agents externs
- (J60) Pneumoconiosi dels treballadors del carbó
- (J61) Pneumoconiosi per asbest i altres fibres minerals
- (J62) Pneumoconiosi per pols de sílice
- (J63) Pneumoconiosi per altres pols inorgàniques
  - (J63.0) Aluminosi (pulmonar)
  - (J63.1) Fibrosi (pulmonar) per bauxita
  - (J63.2) Beril·liosi
  - (J63.3) Fibrosi (pulmonar) per grafit
  - (J63.4) Siderosi
  - (J63.5) Estannosi
- (J64) Pneumoconiosi no especificada
- (J65) Pneumoconiosi associada a tuberculosi
- (J66) Malaltia de les vies respiratòries per pols orgànica especificada
  - (J66.0) Bissinosi
  - (J66.1) Malaltia dels cardadors del lli
  - (J66.2) Cannabinosi
- (J67) Pneumonitis per hipersensibilitat per pols orgànica
  - (J67.0) Pulmó dels grangers
  - (J67.1) Bagassosi
  - (J67.2) Pulmó dels criadors d'ocells
  - (J67.3) Suberosi
  - (J67.4) Pulmó dels treballadors del malt
  - (J67.5) Pulmó dels conreadors de bolets
  - (J67.6) Pulmó dels escorçadors d'erable
  - (J67.7) Pulmó per condicionador d'aire i humificador
- (J68) Afeccions respiratòries per inhalació de substàncies químiques, gasos, emanacions i vapors
- (J69) Pneumonitis provocada per sòlids i líquids
- (J70) Afeccions respiratòries provocades per altres agents externs

## J80-J84 - Altres malalties respiratòries que afecten principalment l'interstici pulmonar
- (J80) Síndrome del destret respiratori de l'adult
- (J81) Edema pulmonar
- (J82) Eosinofília pulmonar no classificada a cap altre lloc
- (J84) Altres malalties pulmonars intersticials

## J85-J86 - Afeccions supuratives i necròtiques de les vies respiratòries baixes
- (J85) Abscés de pulmó i mediastí
- (J86) Piotòrax

## J90-J94 - Altres malalties de la pleura
- (J90) Embassament pleural no classificat a cap altre lloc
- (J91) Embassament pleural en afeccions classificades en un altre lloc
- (J92) Placa pleural
- (J93) Pneumotòrax
- (J94) Altres afeccions de la pleura
  - (J94.0) Quilotòrax
  - (J94.1) Fibrotòrax
  - (J94.2) Hemotòrax

## J95-J99 - Altres malalties de l'aparell respiratori
- (J95) Trastorns respiratoris posteriors a un procediment no classificats a cap altre lloc
- (J96) Fallida respiratòria no classificada a cap altre lloc
- (J98) Altres trastorns respiratoris
  - (J98.0) Malalties bronquials no classificades a cap altre lloc
  - (J98.1) Col·lapse pulmonar
  - (J98.2) Emfisema intersticial
  - (J98.3) Emfisema compensador
  - (J98.4) Altres trastorns pulmonars
  - (J98.5) Malalties del mediastí no classificades a cap altre lloc
  - (J98.6) Trastorns diafragmàtics
- (J99) Trastorns respiratoris en malalties classificades en un altre lloc